# Орфеј на Дунаву
Орфеј на Дунаву је назив међународних песничких сусрета који се од 2012. године одржавају у Костолцу, у организацији Центра за културу „Костолац” и Клуба љубитеља књиге „Мајдан”, под покровитељством Градске општине Костолац.
Од оснивања песнички сусрети, сваке године окупи око стотину песника из бројних европских земаља, чијим се стиховима, на овај дан, прославља љубав, песништво и живот.
Ову манифестацију, која траје један дан, прати разноврстан програм попут пловидбе Дунавом и посете археолошком налазишту Виминацијум, а завршава се свечаним, уметничким програмом. На завршној свечаности представља се зборник песама са манифестације и додељују се Орфејева лира за најлепшу љубавну песму као и Еуридикин венац за најлепши љубавни стих.